# 坎波埃莱
坎波埃莱是巴西圣卡塔琳娜州的一个市镇。总面积478.734平方公里，总人口9590人，人口密度20人/平方公里。